# رواسچیو
رواسچیو (به ایتالیایی: Roascio) یک کومونه در ایتالیا است که در استان کونیو واقع شده‌است. رواسچیو ۶٫۵ کیلومتر مربع مساحت و ۸۰ نفر جمعیت دارد.